# Cabildo de Salta
Cabildo de Salta – nekdaj mestna hiša (sedaj Museo Histórico del Norte) je kolonialna stavba v mestu Salta v Argentini, sedež oblasti od 1626 do 1888, ki jo je leta 1676 zgradil kapitan Diego Vélez de Alcocer. Sedanja stavba se je začela graditi okoli leta 1780 pod vodstvom polkovnika de Militiasa in poveljnika Campo don Antonia de Figueroa y Mendoza (in Suáreza de Cabrera). Stolp je bil postavljen nekaj let kasneje. V Cabildu je bila policija in sedež vlade do leta 1880. Devet let kasneje je bila v času vlade Martína G. Güemesa na javni dražbi prodana posameznikom, ki so jo zasedli kot lastniki, najemniki, poslovni prostori, kot je npr. Casa Villagran in hotel. Kasneje je bila delno porušena: kapiteljska hiša je izginila, trije loki v pritličju in štirje v zgornjem nadstropju so izginili.
Leta 1945 jo je obnovil arhitekt Mario Buschiazzo, ki je sodeloval tudi pri rekonstrukciji prvotne podobe Cabildo v Buenos Airesu in Zgodovinske hiše neodvisnosti v Tucumánu. Je najbolj popolna in najbolje ohranjena mestna hiša v Argentini.
Trenutno sta v njej dva muzeja: Museo Histórico del Norte v pritličju in Museo Colonial y de Bellas Artes v zgornjem nadstropju.
Cabildo de Salta je bila 9. januarja 1937 z zakonom 12345 izvršne veje države razglašen za nacionalni zgodovinski spomenik. 

## Zgodovina
V tej stavbi je Manuel Belgrano po zmagi v bitki pri Salti 20. februarja 1813 za vojaškega guvernerja province Salta imenoval Eustoquia Díaza Véleza, ki je argentinsko zastavo prvič postavil na balkon mestne hiše in trofeje, ki so jih rojalisti zasegli v svoji kapiteljski hiši.

## Galerija
- Patio.
- Patio - Notranje dvorišče gledano iz galerije.
- Stolp, gledano z notranjega dvorišča.
- Balkon: sirena kot konzola.
- Muzejska zbirka.